# FutureLearn
A FutureLearn egy oktató technológiai cég, amely tömeges, nyílt online kurzusokat ajánl. 2018 májusában 143 egyetemi vagy üzleti partner volt.

## Kurzusok
A FutureLearn kurzusokat biztosít repüléstechnika, számítástechnika, orvostudomány és biológia, társadalom- és humán tudományok, művészet, matematika és statisztika, közgazdaságtan és pénzügyek területén.

## Partnerek
A Futurelearn partnerségeket indított az egyetemekkel, mint például az École nationale de l’aviation civile, a SUPAERO, a Grenoble École de Management stb.
A Futurelean elmondta, hogy az új partnerségek és tanfolyamok továbbra is bővülnek a platformon.

## Fordítás
- Ez a szócikk részben vagy egészben  a   FutureLearn című angol Wikipédia-szócikk fordításán alapul.  Az eredeti cikk szerkesztőit annak laptörténete sorolja fel. Ez a jelzés csupán a megfogalmazás eredetét és a szerzői jogokat jelzi, nem szolgál a cikkben szereplő információk forrásmegjelöléseként.